# Региоселективность
Региоселективность — явление, при котором в химической реакции один путь разрыва и образования связей преобладает над остальными возможными путями. В зависимости от степени региоселективности реакции могут быть частично или полностью региоселективными (во втором случае часто применяют термин региоспецифичность, хотя ИЮПАК не рекомендует его использовать).
Региоселективность является одним из типов селективности в органической химии. Она относится к тем случаям, когда в реакции образуется несколько структурно изомерных продуктов. Явление региоселективности обусловлено конкуренцией между различными группами молекулы вследствие их разной способности образовывать связи. Примером может служить преобладание продукта пара-замещения при хлорировании толуола.